# Pernilla Wiberg
Ne doit pas être confondu avec Pernilla Winberg.
Pernilla Wiberg, née le 15 octobre 1970 à Norrköping, est une skieuse alpine suédoise, spécialiste des épreuves techniques. Elle a remporté entre 1991 et 1999 deux titres de championne olympique, un classement général de Coupe du monde et quatre titres de championne du monde, soit l'un des plus beaux palmarès du ski alpin féminin.

## Biographie
Pernilla Wiberg est l'une des rares skieuses à s'être imposée dans les cinq disciplines du ski alpin.
Pernilla Wiberg a été membre du Comité international olympique entre 2002 et 2010. Du 11 janvier au 6 juillet 2011, elle occupe avec Jean-Pierre Vidal le poste de vice-présidente du GIP Annecy 2018, présidé par Charles Beigbeder, qui soutient la candidature de la préfecture haut-savoyarde pour les Jeux olympiques d'hiver de 2018.
Elle est membre du club des Champions de la Paix, un collectif de 85 athlètes de haut niveau créé par Peace and Sport, organisation internationale basée à Monaco et œuvrant pour la construction d'une paix durable grâce au sport.

## Palmarès

### Jeux olympiques d'hiver
| Édition / Épreuve      | Descente | Super G | Slalom géant | Slalom | Combiné alpin |
| ---------------------- | -------- | ------- | ------------ | ------ | ------------- |
| JO 1992 Albertville    | -        | 12e     | Or           | Ab.    | -             |
| JO 1994 Lillehammer    | 9e       | 4e      | Ab.          | 4e     | Or            |
| JO 1998 Nagano         | Argent   | 14e     | 11e          | Ab.    | Ab.           |
| JO 2002 Salt Lake City | 14e      | 12e     | -            | -      | -             |

### Championnats du monde
Elle ne peut prendre part à l'édition 1993 en raison d'une blessure au ligament du genou.
| Édition / Épreuve           | Descente | Super G | Slalom géant | Slalom | Combiné alpin |
| --------------------------- | -------- | ------- | ------------ | ------ | ------------- |
| Mondiaux 1991 Saalbach      | -        | -       | Or           | 6e     | -             |
| Mondiaux 1996 Sierra Nevada | 21e      | 9e      | 18e          | Or     | Or            |
| Mondiaux 1997 Sestrières    | Bronze   | 7e      | 6e           | Ab.    | Ab.           |
| Mondiaux 1999 Vail          | 18e      | 9e      | 4e           | Argent | Or            |
| Mondiaux 2001 Sankt Anton   | 18e      | 7e      | -            | -      | -             |

### Coupe du monde
- Vainqueur du classement général en 1997
  - Vainqueur de la coupe du monde de slalom en 1997
  - Vainqueur de la coupe du monde de combiné en 1994, 1995 et 1997
  - 61 podiums dont 24 victoires (2 descentes, 3 super G, 2 géants, 14 slaloms et 3 combinés)[2]

#### Différents classements en coupe du monde
| Saison / Épreuve | Saison / Épreuve | Général | Général | Descente | Descente | Super G | Super G | Géant  | Géant  | Slalom | Slalom | Combiné | Combiné |
| ---------------- | ---------------- | ------- | ------- | -------- | -------- | ------- | ------- | ------ | ------ | ------ | ------ | ------- | ------- |
| Saison / Épreuve | Saison / Épreuve | Class.  | Points  | Class.   | Points   | Class.  | Points  | Class. | Points | Class. | Points | Class.  | Points  |
| 1990             | 1990             | 45e     | 26      | -        | -        | -       | -       | -      | -      | 17e    | 26     | -       | -       |
| 1991             | 1991             | 7e      | 140     | -        | -        | -       | -       | 3e     | 61     | 2e     | 79     | -       | -       |
| 1992             | 1992             | 5e      | 821     | -        | -        | 28e     | 62      | 5e     | 314    | 2e     | 445    | -       | -       |
| 1993             | 1993             | 24e     | 319     | 43e      | 17       | 30e     | 32      | 17e    | 90     | 11e    | 180    | -       | -       |
| 1994             | 1994             | 2e      | 1343    | 11e      | 136      | 5e      | 189     | 11e    | 218    | 2e     | 620    | 1re     | 180     |
| 1995             | 1995             | 6e      | 816     | 12e      | 201      | 13e     | 140     | 38e    | 20     | 2e     | 355    | 1re     | 100     |
| 1996             | 1996             | 8e      | 777     | 10e      | 252      | 19e     | 85      | 34e    | 26     | 3e     | 414    | -       | -       |
| 1997             | 1997             | 1re     | 1960    | 4e       | 412      | 3e      | 449     | 5e     | 229    | 1re    | 770    | 1re     | 100     |
| 1998             | 1998             | 35e     | 229     | 29e      | 29       | 36e     | 28      | 28e    | 41     | 24e    | 81     | 11e     | 50      |
| 1999             | 1999             | 5e      | 924     | 14e      | 164      | 8e      | 262     | 22e    | 83     | 2e     | 415    | -       | -       |
| 2000             | 2000             | 33e     | 331     | 22e      | 128      | 21e     | 84      | 41e    | 50     | 28e    | 69     | -       | -       |
| 2001             | 2001             | 59e     | 98      | 48e      | 5        | 23e     | 93      | -      | -      | -      | -      | -       | -       |
| 2002             | 2002             | 23e     | 360     | 10e      | 208      | 13e     | 103     | 57e    | 4      | -      | -      | 12e     | 45      |

#### Détail des victoires
| Saison / Épreuve | Descente        | Super G                        | Géant       | Slalom                                            | Combiné       | Total |
| 1991             | –               | –                              | Lake Louise | Bad Kleinkirchheim Waterville Valley              | –             | 3     |
| 1992             | –               | –                              | Narvik      | –                                                 | –             | 1     |
| 1993             | –               | –                              | –           | Steamboat Springs                                 | –             | 1     |
| 1994             | –               | Cortina d'Ampezzo II           | –           | Veysonnaz Morzine                                 | Sierra Nevada | 4     |
| 1995             | –               | –                              | –           | Lenzerheide                                       | Lenzerheide   | 2     |
| 1996             | –               | –                              | –           | Veysonnaz Semmering I                             | –             | 2     |
| 1997             | Vail            | Lake Louise Bad Kleinkirchheim | –           | Semmering I Maribor Zwiesel Mammoth Mountain Vail | Laax          | 9     |
| 1999             | –               | –                              | –           | Maribor                                           | –             | 1     |
| 2000             | Saint-Moritz II | –                              | –           | –                                                 | –             | 1     |
| Total            | 2               | 3                              | 2           | 14                                                | 3             | 24    |

### Arlberg-Kandahar
- Meilleur résultat : 2e place dans le slalom et le combiné 1993-1994 à Sankt Anton